# Saison 9 de Secrets d'histoire
La neuvième saison de Secrets d'histoire est une émission de télévision historique présentée par Stéphane Bern.
Elle est diffusée du 7 avril au 20 octobre 2015 sur France 2.

## Principe de l’émission
Chaque numéro retrace la vie d'un grand personnage de l'Histoire et met en lumière des lieux hautement emblématiques du patrimoine.
Le reportage est constitué d'images d'archives, de reconstitutions, d'extraits de films et iconographies, ainsi que d'entretiens avec des spécialistes (historiens, écrivains, conservateurs...). Des plateaux sont également réalisés en extérieur dans différents lieux liés au sujet évoqué.

## Liste des épisodes inédits

### ÉlisabethIre, la reine vierge

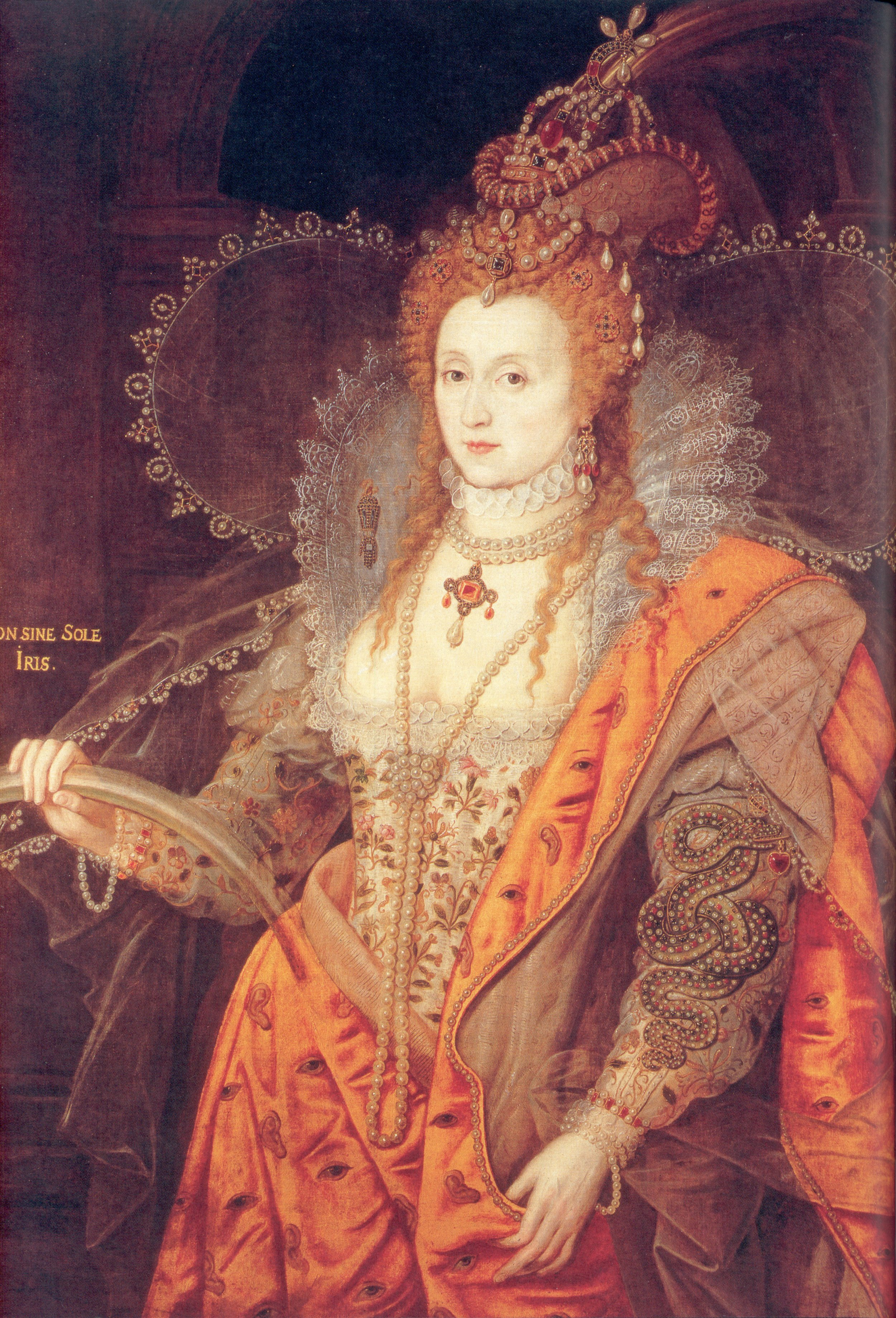
« Portrait arc-en-ciel » d'Élisabeth Ire vers 1600.

#### Description
A l'occasion d'une exposition sur les Tudors au Musée du Luxembourg, cette émission dresse le portrait de la reine d'Angleterre Élisabeth Ire. Surnommée « la reine vierge  », elle fait partie des figures marquantes de l’Histoire de l’Angleterre.
L’émission revient sur son règne, sa lutte à mort avec sa cousine catholique Marie Stuart, mais également les expéditions aux Amériques, le développement du théâtre avec William Shakespeare ou la construction de chefs-d’œuvre architecturaux comme le château de Burghley,.

À l’occasion de cette émission, Stéphane Bern déclare : 

« C’est une femme incroyable. Elle a régné 44 ans. C’est une femme à poigne, une femme marquée par son enfance, entre Henri VIII et Anne Boleyn, son infortunée mère. […] C’est une femme qui a tout donné. Son époque c’est l’explosion des arts. On l’appelle l’ère élisabéthaine. Sous son règne, l’Angleterre est à son apogée. »

#### Première diffusion
- France : 7 avril 2015

#### Accueil critique
L'hebdomadaire Télé-Loisirs note qu'il s'agit d'un « récit passionnant, riche en rebondissements et en images de fiction soigneusement choisies ».
De son côté, l'hebdomadaire Télé Star note : « Avec un sens aigu de l'Histoire, Stéphane Bern et ses spécialistes déroulent le récit passionnant d'un mythe, une souveraine à l'aura fascinante et véritable précurseur du féminisme anglo-saxon ».

#### Lieux de tournage
Parmi les lieux visités par l'émission, on retrouve notamment le Musée du Luxembourg à Paris, Burghley House, le British Museum et le Musée de Londres.

#### Liste des principaux intervenants
- Guy Gauthier - biographe
- Isabelle Rivère - écrivaine
- Hortense Dufour - écrivaine
- Isabelle Fernandes - historienne
- Michel Duchein - Historien et biographe
- Liliane Crété - historienne
- Denis Crouzet - historien
- Michel Vergé-Franceschi - historien spécialiste de l'histoire maritime
- Bartolomé Bennassar - historien spécialiste de l'histoire de l'Espagne[1]

### Louis XVI, l'inconnu de Versailles

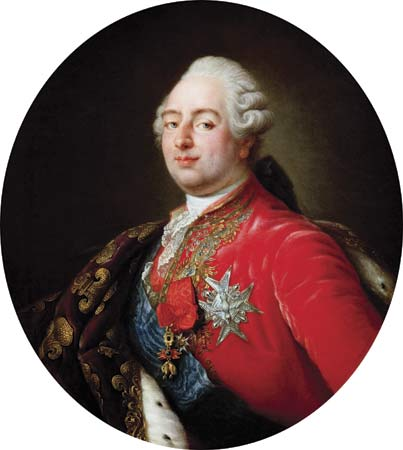
Louis XVI en 1786.

#### Description
Cette émission retrace le destin du roi de France Louis XVI, qui fut destitué et guillotiné lors de la Révolution Française. Elle s’attarde sur sa personnalité, celle d’un homme cultivé et passionné par les progrès techniques, mais également sur son soutien à la naissance des États-Unis d’Amérique.

#### Première diffusion
- France : 19 mai 2015

#### Accueil critique
Le magazine Télé 2 semaines note que cette émission constitue « Une très bonne analyse de la personnalité complexe de ce roi éclairé avec des intervenants passionnants ».

#### Lieux de tournage
Parmi les lieux visités par l'émission, on retrouve notamment le Château de Versailles et le Petit Trianon,.

#### Liste des principaux intervenants
- Robert Badinter - ancien Garde des Sceaux
- Évelyne Lever - historienne
- Jean-Christian Petitfils - historien
- Simone Bertière - historienne
- Michel de Decker - écrivain
- Jacques de Saint Victor - historien
- Héloïse Bocher  - historienne
- Patrice Gueniffey - historien
- Jean Tulard - historien
- Hélène Becquet - historienne[10],[9]

### Comment devient-on Napoléon?

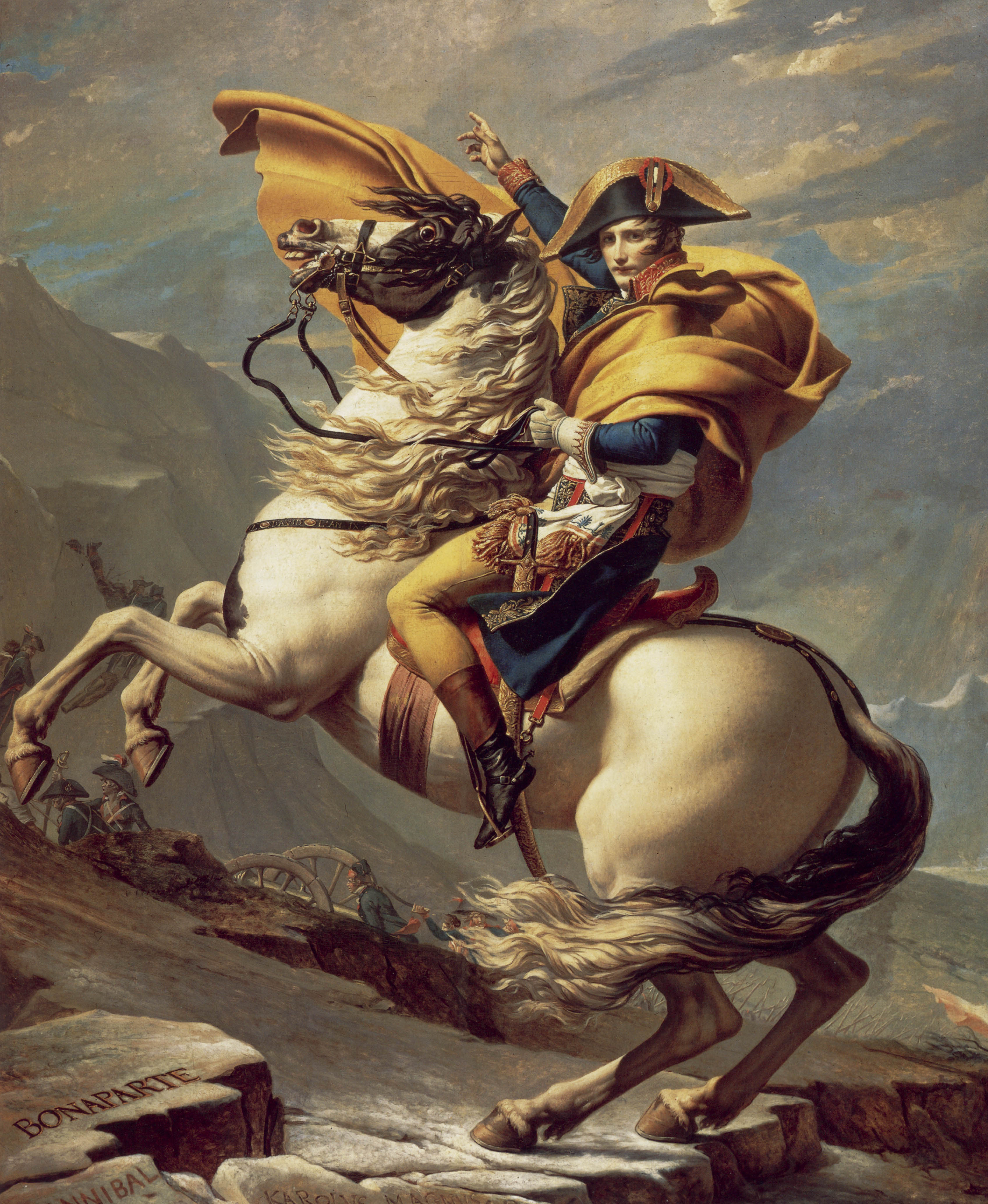
Bonaparte franchissant le Grand-Saint-Bernard par Jacques-Louis David

#### Description
À l’occasion du bicentenaire de la bataille de Waterloo, cette émission retrace le destin de Napoléon Bonaparte, empereur des Français de 1804 à 1815. De l'Arc de Triomphe au dôme des Invalides, en passant par la Corse et l’Italie, celle-ci tente de percer les secrets de ses nombreuses victoires militaires, les raisons de son échec en Espagne et en Russie, ainsi que son héritage politique.

#### Diffusions
- France : 2 juin 2015
- France : 15 août 2019 (rediffusion)[12]

#### Accueil critique
Le magazine Télé-Loisirs note : « Ce portrait élogieux évoque bien ses victoires militaires et ses grandes réformes qui ont changé la France ».
De son côté, Le Figaro note : « Ce film offre une plongée saisissante au cœur de l’épopée napoléonienne et permet de mieux saisir la complexité et les contradictions de celui qui se sacra lui-même empereur à Notre-Dame de Paris le 2 décembre 1804. […] Génial chef de guerre, qui ne sut toutefois pas s’arrêter à temps dans sa soif de conquêtes, Napoléon apparaît avant tout comme un homme d’action. Un souverain qui, à bien des égards (code civil, Conseil d’État, Cour des comptes, légion d’honneur) fit entrer la France dans la modernité ».

#### Lieux de tournage
Parmi les lieux visités par l'émission, on retrouve notamment le Musée Carnavalet, le Château de Vincennes, le château de Fontainebleau, le Palais de Compiègne ou la Bibliothèque nationale de France.

#### Liste des principaux intervenants
- Jean Tulard - historien
- Patrice Gueniffey - historien
- Thierry Lentz - historien
- Marie-Hélène Baylac - historienne
- Pierre Branda - historien
- François Houdecek - historien
- Alain Pigeard - historien
- Florence de Baudus - écrivaine
- Michel de Decker - écrivain
- David Chanteranne - historien
- Bernard Chevallier - historien
- Jean-Philippe Rey - historien
- Philippe de Carbonnières - historien
- Philippe Perfettini - historien
- Gérald Messadié - historien[15],[16]

### Aliénor d'Aquitaine, une rebelle au Moyen Âge

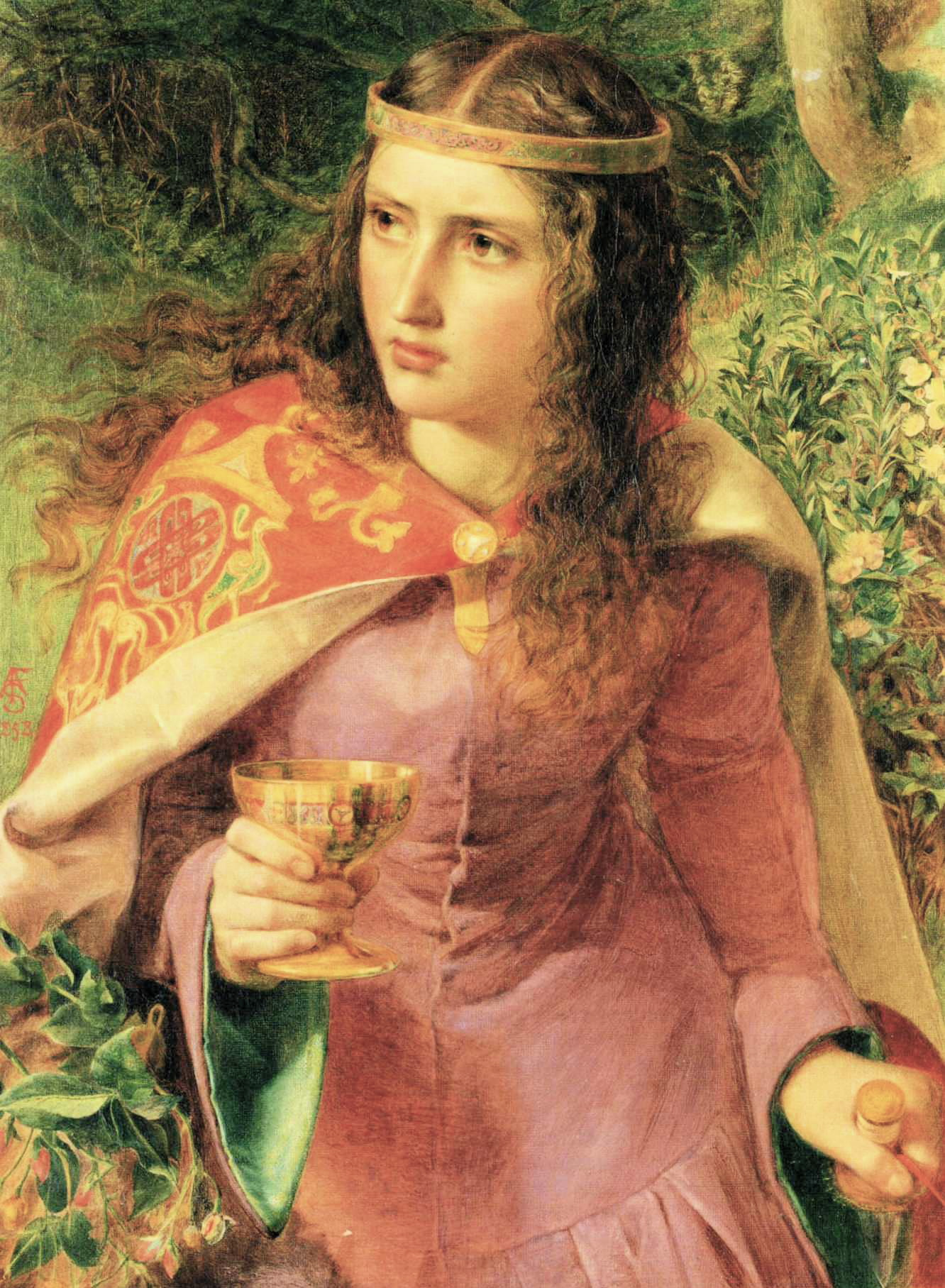
Aliénor d'Aquitaine par Frederick Sandys, 1858, Musée national de Cardiff.

#### Description
Cette émission retrace le destin d’Aliénor d'Aquitaine, successivement reine de France après son mariage avec Louis VII, puis reine d'Angleterre à la suite de son remariage avec Henri II Plantagenêt.
Stratège politique, elle utilise la légende du roi Arthur, qu'elle enjolive, pour justifier les conquêtes de son époux, Henri II. Elle négocie et utilise ensuite ses fils pour conserver le trône d'Angleterre et d'Aquitaine. Enfin, elle assume la régence pour le compte de son fils, Richard Cœur de Lion, parvenant à mâter toutes les rébellions.
Diffusion
- France : 11 août 2015
- France : 29 mars 2021 (rediffusion)

#### Accueil critique
Le magazine Télé-Loisirs note : « Un numéro fantastique qui retrace à merveille cet incroyable destin grâce à des images de fiction prenantes et un Stéphane Bern passionné. C'est avec virtuosité que l'animateur revient sur les pas de cette reine dans des décors époustouflants. Une plongée captivante, trépidante, à la réalisation parfaitement maîtrisée ».
De son côté, le journal La Croix note : « Grâce à un ton enthousiaste, qui ne cède pas à la simplification, cet épisode de Secrets d'histoire tient en haleine. On aime que chaque détail soit commenté par des spécialistes enjoués. Même les visites échappent à l'emphase : au château de Douvres, on nous explique de façon simple l'origine des couleurs vives des meubles, qu'on admire au passage. Et l'on reste surtout marqué par l'intérêt féroce d'Aliénor pour les questions politiques européennes et la santé du royaume d'Angleterre, sur laquelle elle veillera jusqu'à sa mort ».

#### Lieux de tournage
Parmi les lieux visités par l'émission, on retrouve notamment le Palais de Westminster, la Forteresse royale de Chinon et l'Abbaye Notre-Dame de Fontevraud.

#### Liste des principaux intervenants
- Clara Dupont-Monod - écrivaine
- Mireille Calmel - écrivaine
- Philippe Delorme - historien
- Michel de Decker - écrivain
- Martin Aurell - historien médiéviste
- Lindy Grant - historienne
- Nicholas Vincent - historien[20]

### La marquise de Sévigné, l'esprit du Grand Siècle

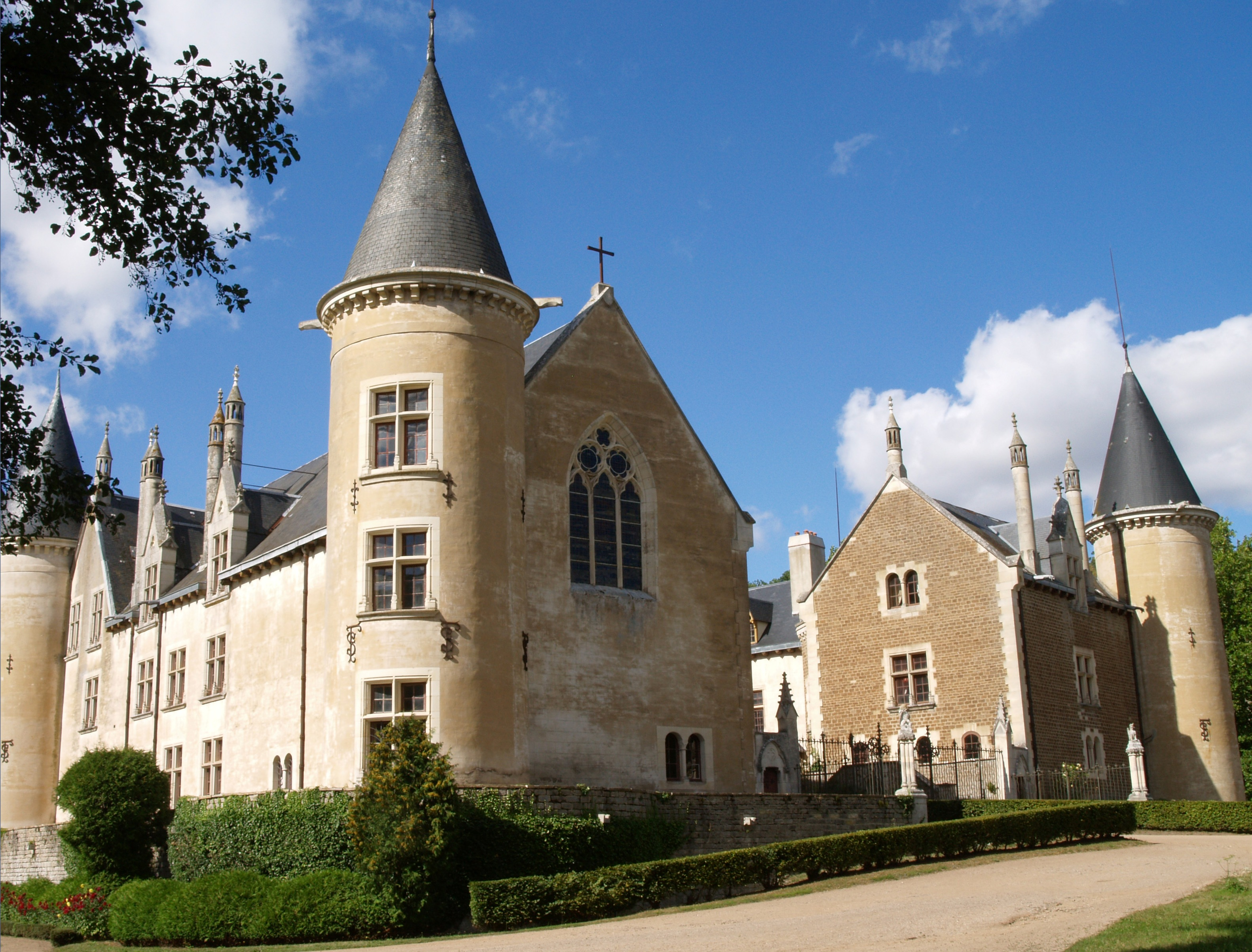
Vue de l'entrée du Château de Bourbilly.

#### Description
Cette émission retrace le destin de Madame de Sévigné, épistolière française du XVIIe siècle.
Femme séductrice et cultivée, elle côtoie les grands esprits de son temps, comme La Fontaine ou La Rochefoucauld. Très courtisée, elle résiste aux avances d’hommes prestigieux comme le prince de Conti, le maréchal de Turenne ou surintendant du roi, Nicolas Fouquet. L’émission est l’occasion de visiter de nombreux châteaux, comme ceux de Versailles, de Grignan ou le château des Rochers ainsi que les demeures du Marais,.

#### Diffusions
- France : 18 août 2015
- France : 25 juillet 2019 (rediffusion)[23]

#### Accueil critique
Le magazine Télé-Loisirs note : « Une plongée merveilleuse dans le monde des lettres de la célèbre marquise grâce à des anecdotes croustillantes racontées par des historiens passionnés. Riche en témoignages amusants, ce récit fait la part belle aux séquences de fiction étonnantes. La visite des lieux où vécut l'aristocrate est également stupéfiante de beauté ».
De son côté, l’hebdomadaire La Vie note : « Malgré l'aspect a priori aride de l'émission, la personnalité flamboyante des intervenants fait, comme d'habitude, tout le sel du programme. À l'image de l'historien Michel de Decker, qui détaille avec malice les histoires de coucheries du mari de la marquise ! ».

#### Lieux de tournage
Parmi les lieux visités par l'émission, on retrouve notamment le Château de Versailles, le Château de Grignan, le Château des Rochers, le Château de Bourbilly ou le quartier du Marais à Paris.

#### Liste des principaux intervenants
- Françoise Hamel - biographe
- Jacqueline Duchêne - biographe
- Philippe Séguy - écrivain
- Jean d'Ormesson - écrivain
- Michel de Decker - écrivain
- Anne Bernet - historienne
- Évelyne Lever - historienne
- Stéphane Maltère - biographe
- Anne-Marie Lugan-Dardigna - historienne
- Jean-Christian Petitfils - historien
- Simone Bertière - écrivaine[26]

### Désirée Clary, Marseillaise... et reine de Suède

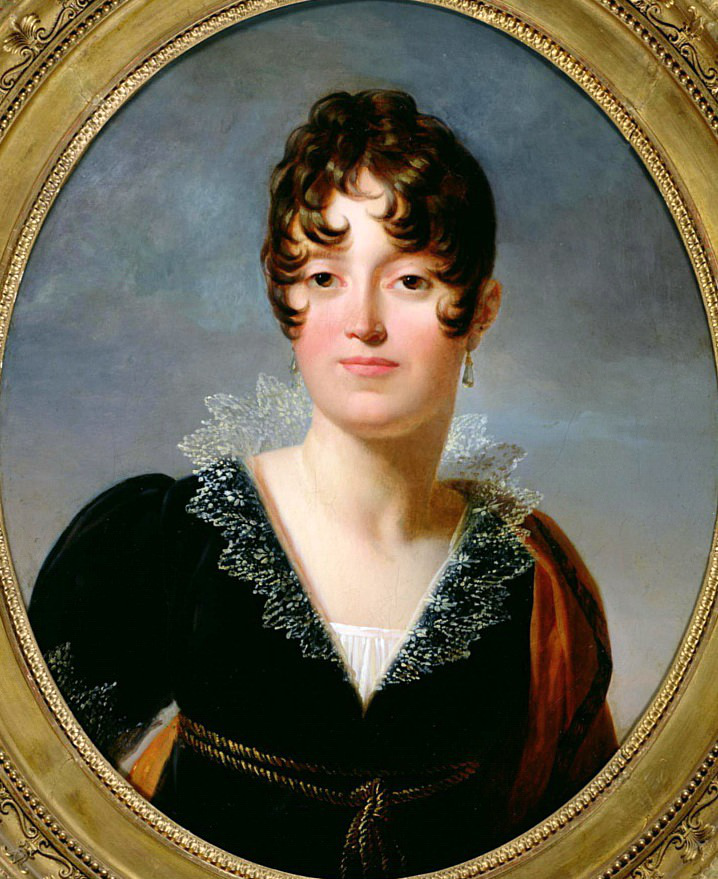
Désirée Clary en 1810
par François Gérard..

#### Description
Après Aliénor d'Aquitaine et la Marquise de Sévigné, Secrets d'histoire clôture son triptyque estival sur les « insoumises » avec une émission sur Désirée Clary, reine de Suède et de Norvège.
Issue d’une famille bourgeoise de Marseille, elle est tout d’abord fiancée à Napoléon Bonaparte, mais celui-ci la délaisse six-mois plus tard pour Joséphine de Beauharnais. Elle se marie finalement avec un autre général français, Jean-Baptiste Bernadotte et monte sur le trône de Suède avec lui en 1818, devenant ainsi la première souveraine de la dynastie Bernadotte qui règne toujours en Suède.

#### Première diffusion
- France : 25 août 2015

#### Accueil critique
L’hebdomadaire La Vie note : « Pour ce dernier numéro de l'été, l'équipe de Secrets d'histoire s'aventure en terres scandinaves et nous ouvre les portes du château de Rosersberg, la résidence de Rosendal et le palais royal de Stockholm, où séjourna le couple souverain. Quoiqu'un peu répétitif dans sa narration, ce documentaire reste de bonne facture ».
De son côté, le magazine Télé 2 semaines note : « Un numéro captivant sur un personnage étonnant qui donne l'occasion de découvrir des lieux superbes. Cette reine de Suède, d'origine française, est moins célèbre dans nos livres d'histoire, mais sa vie n'en est pas moins surprenante. Retracé avec passion par Stéphane Bern et les historiens, un récit qui transporte littéralement ».

#### Lieux de tournage
Parmi les lieux visités par l'émission, on retrouve notamment :
- le Château de Mortefontaine dans l'Oise
- le Musée des Arts décoratifs, de la Faïence et de la Mode à Marseille
- le Musée Bernadotte à Pau
- le musée d'Örebro, le domaine de Dylta Bruk, et la Cathédrale de Stockholm en Suède[31].

#### Liste des principaux intervenants
- Michel de Decker - écrivain
- Franck Favier - historien et biographe de Jean-Baptiste Bernadotte
- Françoise Kermina - historienne et biographe de Désirée Clary
- Patricia Bouchenot-Déchin - écrivaine
- Claude Camous - historien
- Sébastien Horion - historien
- David Chanteranne - historien
- Emmanuel de Waresquiel - historien
- Marianne Molander-Beyer - historienne, spécialiste des relations entre la France et la Suède.
- My Hellsing - historienne[31]
- Lisa Castro - docteure en histoire

### Louis XIV, l'homme et le roi

Portrait de Louis XIV en costume de sacre
(par Hyacinthe Rigaud, 1701).

#### Description
À l'occasion du tricentenaire de la mort de Louis XIV, l'émission propose deux numéros consécutifs sur le règne du « Roi-Soleil ».
Dans ce premier numéro, l’émission retrace l’enfance du monarque, sa prise du pouvoir, sa conception de l'État et de la monarchie absolue, ses batailles, ses amours, ainsi que son goût pour les arts, l'architecture, les jardins, la musique ou la danse.

Interviewé pour l'occasion sur Europe 1, Stéphane Bern déclare :  

« C’est un itinéraire fascinant. Il a régné 72 ans. C’est un record de longévité. Il y a bien sûr des choses qu’on peut lui reprocher comme les guerres. D’ailleurs Secrets d'histoire ne cache rien. On a un regard critique. Il a créé la carte de France telle qu’on la connaît aujourd’hui au prix de certaines guerres […] mais il a aussi agrégé autour de lui tous les talents de son temps : Molière, Racine, Corneille, le Nôtre, LeBrun, Mensart. Il a également mis en scène la monarchie française et domestiqué la noblesse. […] C’est un homme qui ne peut pas laisser indifférent. Il a laissé l’image du Roi Soleil même s’il y a quelques ombres à ce soleil. C’est ce qu’on a voulu montrer : à la fois le grand roi et puis l’homme avec ses passions, ses faiblesses, son amour des femmes et de la guerre. »

#### Diffusions
- France : 1er septembre 2015
- France : 5 octobre 2020 (rediffusion)[34]

#### Accueil critique
Le magazine Télé-Loisirs note : « Bien documenté et réalisé, le magazine de Stéphane Bern relate la destinée du plus célèbre souverain français à l'heure où on célèbre le tricentenaire de sa mort. Le programme de France 2 lui rend hommage avec brio. Un régal ».

#### Lieux de tournage
Parmi les lieux visités par l'émission, on retrouve notamment le Château de Versailles.

#### Liste des principaux intervenants
- Joël Cornette - historien
- Jean-Christian Petitfils - historien
- Guy Gauthier - écrivain
- Ève de Castro - écrivaine
- Michel Larivière - écrivain
- Simone Bertière - biographie
- Robert Badinter - ancien Garde des sceaux[36]

### Louis XIV, le roi est mort, vive le roi!

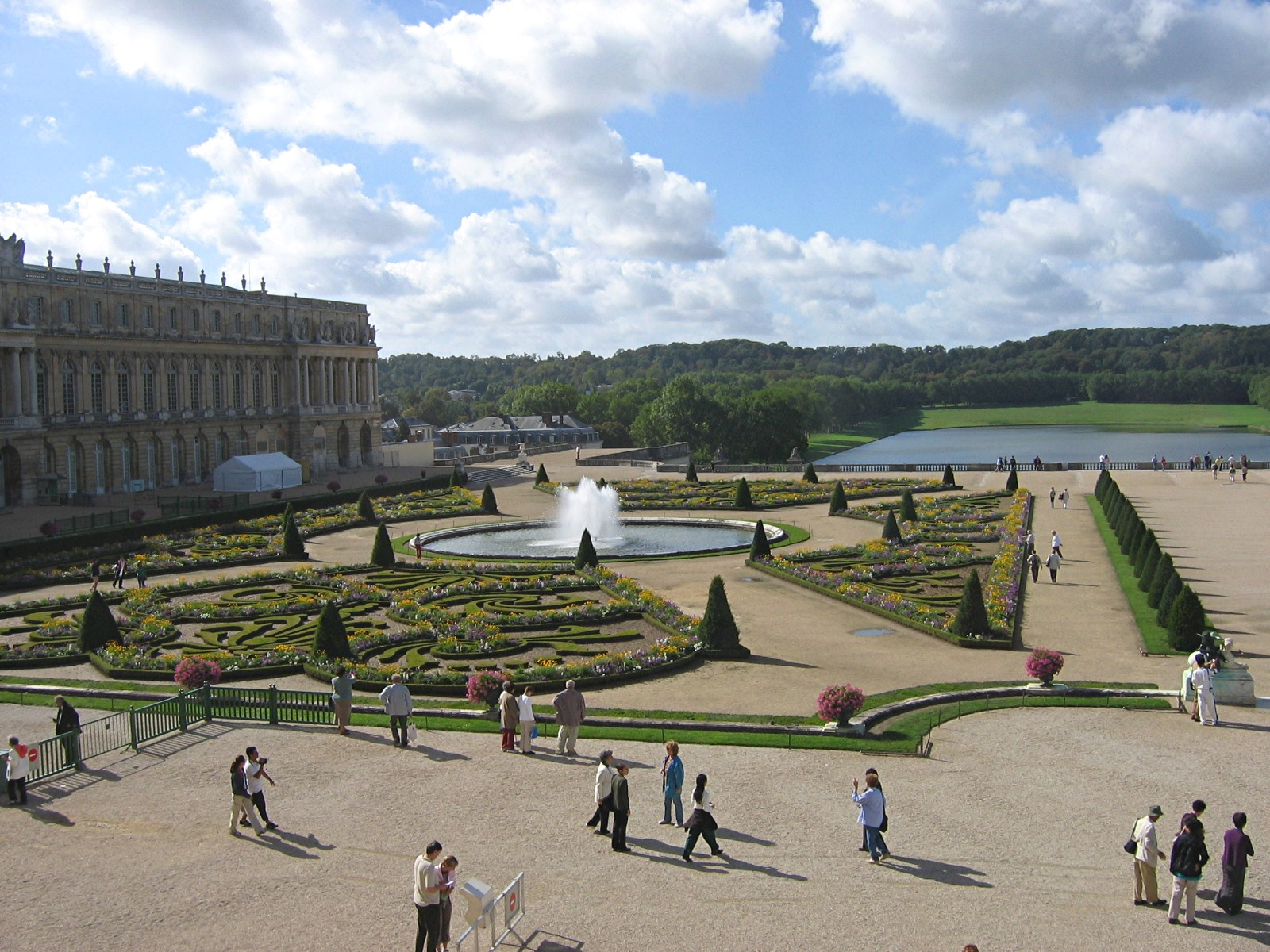
Parterres du Midi des jardins du Château de Versailles.

#### Description
Dans ce second numéro sur Louis XIV, l’émission s’attarde sur la fin de la vie du monarque, ses problèmes de santé, ainsi que les différents décès qui vont entraîner des problèmes pour la succession au trône de France.
À l'occasion de la diffusion de l'émission, Stéphane Bern déclare : « C'est un numéro qui décrit l’héritage de Louis XIV et ce qu’il a laissé. […] Il y a d’ailleurs une scène très émouvante aux Archives Nationales, c’est quand j’ouvre l’armoire de fer et qu’on retrouve le testament de Louis XIV ».

#### Première diffusion
- France : 1er septembre 2015

#### Accueil critique
Isabelle Morini-Bosc, journaliste à RTL, juge que cet numéro et le précédent sont « excellents » et « très critiques sur Louis XIV ». La journaliste note également : « En les regardant, on se rappelle cette formule : "Il n’appartient qu'aux grands hommes d'avoir de grands défauts". La voix royale ! ».

#### Lieux de tournage
Parmi les lieux visités par l'émission, on retrouve notamment le Château de Versailles et la Bibliothèque nationale de France.

#### Liste des principaux intervenants
- Joël Cornette - historien
- Thierry Sarmant - historien
- Jean-Christian Petitfils - historien
- Olivier Chaline - historien
- Évelyne Lever - historienne
- Gérard Sabatier - historien
- Hélène Delalex - historienne
- Michel de Decker - écrivain
- Alexandre Dupilet - historien
- Jacqueline Queneau - écrivaine[39]

### Sacré Charlemagne!

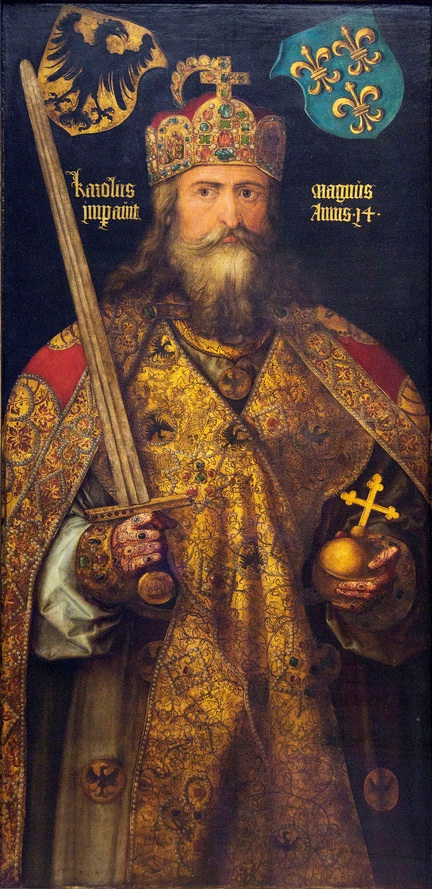
Portrait imaginaire de Charlemagne, par Albrecht Dürer.

#### Description
Cette émission retrace le destin de Charlemagne, célèbre roi des Francs qui fut couronné empereur par le pape en 800. D'Aix-la-Chapelle à l'abbaye de Saint-Gall en Suisse en passant par Reims, l’émission retrace la vie de celui qui est considéré comme l’un des pères de l’Europe, ses différentes conquêtes mais également son rôle de protecteur des arts et de la religion catholique.
Le documentaire est agrémenté d’extraits de la série allemande Karl der Grosse, avec Alexander Wüst dans le rôle de Charlemagne.

#### Diffusions
- France : 8 septembre 2015
- France : 19 octobre 2020 (rediffusion)[42]

#### Accueil critique
Le magazine Télé-Loisirs note : « Un portrait à la fois intéressant et vivant. En fin de reportage, ce numéro évite l'hagiographie habituelle en abordant l'image de Charlemagne au cours des siècles suivants. Ce procédé apporte un éclairage contrasté sur le personnage, lui donne du relief et l'inscrit plus dans la réalité que dans le fantasme ».
De son côté, le quotidien Ouest-France note : «  Voici un portrait équilibré pour cet empereur à la fois grandiose et sanguinaire contre les Saxons. On regrette l’absence de cartes pour montrer toute la complexité des royaumes de l’époque, ce qui aurait pu souligner le tour de force réalisé par ce gaillard, aussi brillant sur les champs de bataille que pour gérer les affaires d’États ».

#### Lieux de tournage
Parmi les lieux visités par l'émission, on retrouve notamment :
- la Cathédrale d'Aix-la-Chapelle
- l'Abbaye de Saint-Gall
- le Château de Quierzy
- la Basilique Saint-Denis
- le Musée du Louvre[44]

#### Liste des principaux intervenants
- Sylvie Joye - historienne
- Geneviève Bührer-Thierry - historienne
- Laurent Theis - historien médiéviste
- Eric Vanneufville - historien
- Olivier Hanne - historien
- Bruno Dumézil - historien
- Michel Sot - historien
- Dominique Alibert - historien
- Georges Minois - historien
- Christian Amalvi - historien
- Olivier Loubes - historien[44]

### Jeanne d'Arc, au nom de Dieu

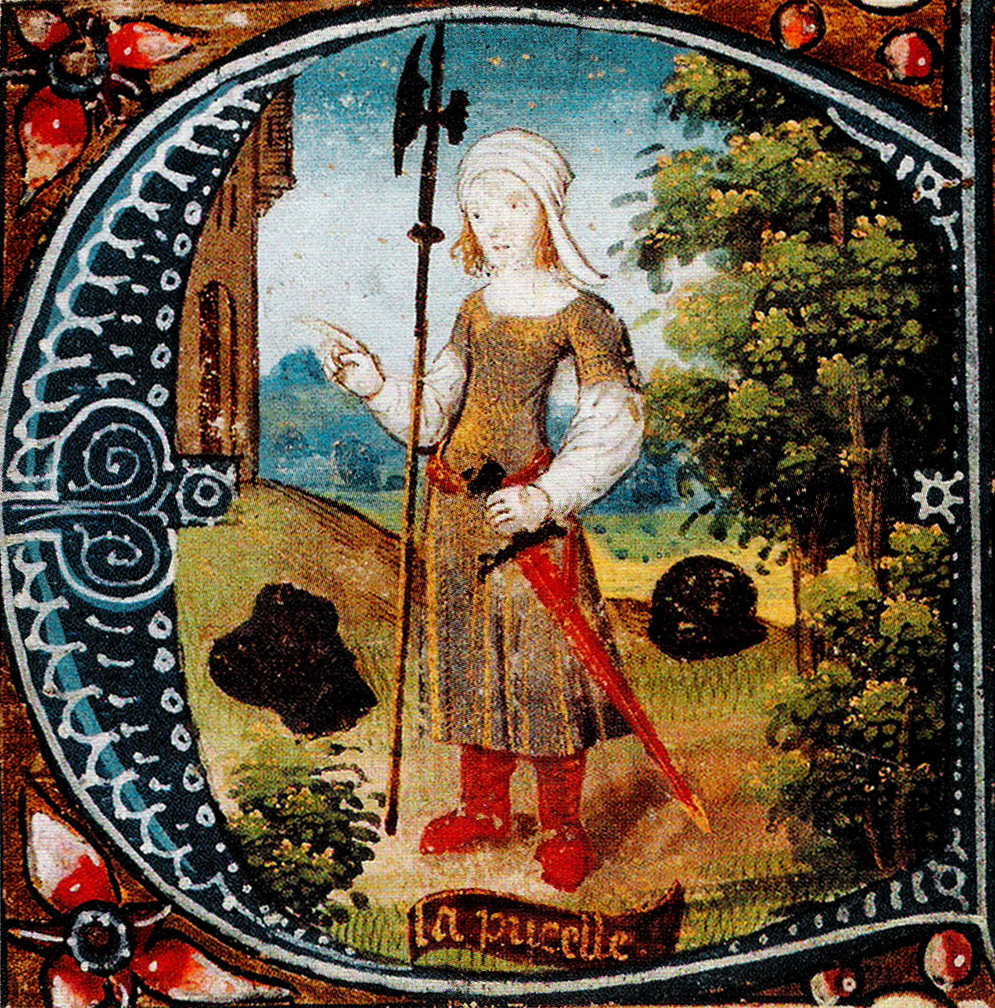
Sous un ciel diurne étoilé, vêtue en paysanne, Jeanne d'Arc se mue en guerrière armée d'une hallebarde et d'une épée. Elle désigne un château représentant le royaume de France.
Lettrine historiée, Paris, BnF

#### Description
Cette émission retrace l’épopée de Jeanne d’Arc, héroïne de l'histoire de France durant la guerre de Cent Ans.
De son arrivée devant le roi Charles VII à Chinon, à sa mort tragique à Rouen, l’émission retrace son incroyable destin, tout en tentant d’analyser les différentes interprétations et mystères qui subsistent sur sa vie. Des hauteurs de la forteresse de Chinon aux fastes du palais archiépiscopal de Rouen, en passant par la cathédrale de Reims, l’émission en profite pour faire visiter au téléspectateur les lieux emblématiques de l’histoire de celle qui est surnommée la « Pucelle d’Orléans ».

Au sujet de ce numéro, Stéphane Bern déclare : 

« On verra des endroits extraordinaires, avec des séquences tournées à Reims où l'on voit les trésors de la cathédrale : le calice des rois de France, la Sainte Ampoule, etc. […]. J'ai eu ces objets en main, c'était un moment très spécial, comme un télescopage du temps… Je pense que ce Secrets d'histoire fera date »

#### Première diffusion
- France : 22 septembre 2015

#### Accueil critique
Le site Actu.fr note : « Stéphane Bern, en compagnie de nombreux spécialistes, étudie le personnage devenu légende ; ce qui explique les entorses faites à la réalité historique. […] Son épopée est un des événements fondateurs de notre nation. Mais elle a aussi donné lieu à diverses interprétations, précise France 2. […] Une déambulation dans un joyau architectural pour rendre hommage à une héroïne de l’histoire de France ».
De son côté, le magazine Télé-Loisirs note : « Sans se départir de son enthousiasme légendaire, qui confine par moments à l’emphase, Stéphane Bern nous offre ici une incursion captivante, jalonnée de scènes de reconstitution vivantes et d’interventions d’historiens éclairantes, dans la courte vie de cette amazone qui a marqué l’histoire de France ».

Au sujet des critiques négatives sur ce numéro, jugé parfois « confus », Stéphane Bern déclare : 

« Nous essayons d'être le plus exhaustif possible, et certains peuvent être perdus. Mais il faut accepter une fois pour toutes que le but de Secrets d'histoire n'est pas de raconter une vie de A à Z. Cette émission est réalisée pour que le plus de gens possible s'intéressent à l'Histoire »

#### Lieux de tournage
Parmi les lieux visités par l'émission, on retrouve notamment :
- Le Château de Chinon (Indre-et-Loire)
- La Cité Royale de Loches (Indre-et-Loire)
- Le Palais archiépiscopal de Rouen (Seine-Maritime)
- Le Château de Beaugency (Loiret)
- Le Château de La Verrerie (Cher)
- La Basilique du Bois-Chenu (Vosges)[49]

#### Liste des principaux intervenants
- Xavier Helary - historien médiéviste
- Colette Beaune - historienne médiéviste
- Olivier Bouzy - historien
- Philippe Contamine - historien
- Julie Deramond - historienne
- François Olivier Touati - historien médiéviste
- Pauline Bord - historienne
- Georges Minois - historien
- Boris Bove - historien
- Bertrand Schnerb - historien
- Christian Amalvi - historien[49]

### Casanova, l'amour à Venise

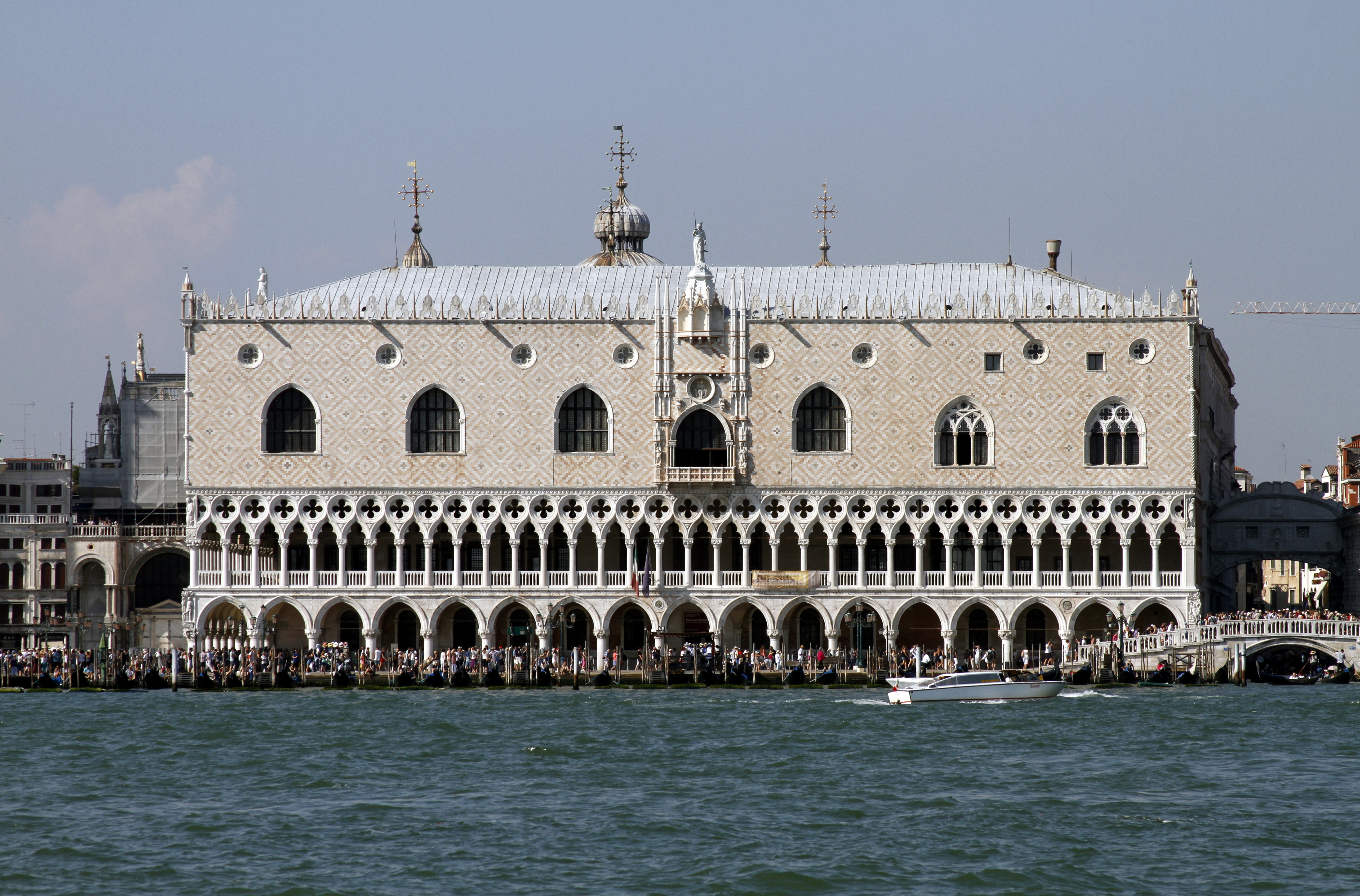
Le Palais des Doges à Venise.

#### Description
Cette émission retrace le destin de l’aventurier vénitien Giacomo Casanova, célèbre pour ses aventures libertines et pour avoir connu plus d'une centaine de femmes dans sa vie.
Du raffiné casino Venier aux sinistres geôles du palais des Doges, l’émission raconte sa jeunesse, celle d’un enfant malade et chétif, sa carrière d’abbé, d’espion, de violoniste, de magicien et de charlatan ainsi ses nombreux voyages dans les différentes cours d’Europe,.

#### Première diffusion
- France : 20 octobre 2015

#### Accueil critique
Le magazine Télé-Loisirs note : « Un récit rocambolesque, absolument captivant, riche en anecdotes et superbes panoramas de Venise. À l'image de la vie trépidante du célèbre séducteur, ce numéro retrace son histoire sans temps mort grâce, notamment, aux historiens qui la racontent avec passion. On est par ailleurs surpris d'en apprendre encore sur le mystérieux Casanova ».

#### Lieux de tournage
Parmi les lieux visités par l'émission, on retrouve notamment
- Le château de Duchcov en Bohême
- Les Palais Mocenigo, l'Église San Samuele et le Palais des Doges à Venise
- L'Hôtel de Bourgogne à Paris
- Le Musée national de Prague[52]

#### Liste des principaux intervenants
- Michel Delon - biographe
- Chantal Thomas - écrivaine
- Diane Ducret - écrivaine
- Jean Marie Rouart - écrivain
- Jean-Claude Hauc - historien
- Jean Didier Vincent - écrivain
- Évelyne Lever - historienne
- Maxime Rovère - biographe et philosophe
- Philippe Sollers - écrivain[52]

## Diffusion
L'émission est diffusée sur France 2, du 7 au 20 octobre 2015.
L'ensemble des numéros est diffusé en prime-time, à l'exception du numéro « Louis XIV, le roi est mort, vive le roi !» qui est diffusé en deuxième partie de soirée.
Chaque numéro dure entre 1 heure 30 et 2 heures.

## Audiences
En termes d'audiences, le numéro consacré au roi Louis XVI permet à l'émission d'obtenir son meilleur score de la saison (3,81 millions de téléspectateurs).
| Rang | Première diffusion | Titre                                            | Description | Nombre de téléspectateurs | Part d'audience |
| ---- | ------------------ | ------------------------------------------------ | --- | ------------------------- | --------------- |
| 1    | 7 avril 2015       | Élisabeth Ire, la reine vierge                   | Portrait d'Élisabeth Ire d'Angleterre. | 3 170 000                 | 12,6 %          |
| 2    | 19 mai 2015        | Louis XVI, l'inconnu de Versailles               | Portrait de Louis XVI. | 3 810 000                 | 15,4 %          |
| 3    | 2 juin 2015        | Comment devient-on Napoléon ?                    | Portrait de Napoléon Bonaparte à l'occasion du 200e anniversaire de la bataille de Waterloo. Rediffusé le 15 août 2019 à l'occasion du 250e anniversaire de la naissance de Napoléon. | 2 900 000                 | 12,5 %          |
| 4    | 11 août 2015       | Aliénor d'Aquitaine, une rebelle au Moyen Âge    | Portrait d'Aliénor d'Aquitaine. | 3 080 000                 | 16,6 %          |
| 5    | 18 août 2015       | La marquise de Sévigné, l'esprit du grand siècle | Portrait de Madame de Sévigné. | 3 300 000                 | 16,2 %          |
| 6    | 25 août 2015       | Désirée Clary, Marseillaise... et reine de Suède | Portrait de Désirée Clary. | 2 610 000                 | 11,6 %          |
| 7    | 1er septembre 2015 | Louis XIV, l'homme et le roi                     | Portrait de Louis XIV. | 3 780 000                 | 16,3 %          |
| 8    | 1er septembre 2015 | Louis XIV, le roi est mort, vive le roi !        | Évocation de la mort de Louis XIV, à l'occasion du 300e anniversaire de sa disparition.                                                                                               | 2 120 000                 | 20 %            |
| 9    | 8 septembre 2015   | Sacré Charlemagne !                              | Portrait de Charlemagne. | 3 171 000                 | 14 %            |
| 10   | 22 septembre 2015  | Jeanne d'Arc, au nom de Dieu                     | Portrait de Jeanne d'Arc. | 2 982 000                 | 13,3%           |
| 11   | 20 octobre 2015    | Casanova, l'amour à Venise                       | Portrait de Giacomo Casanova. | 2 792 000                 | 11%             |

Légende :
- Meilleurs scores de la saison.
- Moins bons scores de la saison.